# جو آن إيفانزغاردنر
جو آن إيفانزغاردنر (19 أبريل 1925-16 فبراير 2010) كانت عالمة نفسية وناشطة اجتماعية أمريكية. ولدت في لاتروب بولاية بنسيلفانيا، ودرست علم النفس في جامعة بيتسبرغ والتقت بزوجها جيرالد غاردنر، الذي تزوجته في نفس العام الذي حصلت فيه على درجة البكالوريوس. انتقل الزوجان إلى دبلن في أيرلندا، لكنهما عادا إلى بيتسبرغ بعد خمس سنوات، حيث حصلت إيفانزغاردنر على درجة الدكتوراه في علم النفس التجريبي. شاركت في تأسيس جمعية النساء في علم النفس في عام 1969 وكانت نشطة إلى جانب زوجها في الجمعية الوطنية للنهوض بالملونين والعديد من المنظمات النسوية.
في عام 1968، انضم الزوجان إلى المنظمة الوطنية للمرأة وعملا رئيسين مشتركين لفرعها الأول في بيتسبرغ. في هذا المنصب، عملت إيفانزغاردنر على تأسيس شركة المنظمة الوطنية للمرأة. شاركت في قضية المحكمة العليا عام 1973 التي سُميت قضية شركة صحافة بيتسبرغ ضد لجنة بيتسبرغ للعلاقات الإنسانية، والتي أنهت ممارسة الصحف التي وظفت مصممي الإعلانات بتحيز جنسي. تعينت مديرة مشاركة إقليمية شرقية للمنظمة الوطنية للمرأة ونسقت الاحتجاجات الوطنية ضد إيه تي آند تي.
رفعت إيفانزغاردنر دعوى قضائية ضد شركة ويستينغهاوس للإذاعة بسبب التحيز الجنسي في عام 1977، وهي القضية التي رُفعت إلى المحكمة العليا تحت اسم غاردنر ضد شركة ويستينغهاوس للإذاعة في عام 1971. كانت أيضًا إحدى مؤسسي التجمع السياسي النسائي الوطني ومرشحة جمهورية خاسرة لمجلس مدينة بيتسبرغ في عام 1971. انتقلت مع زوجها إلى هيوستن، تكساس، في عام 1980، حيث أسست فرعًا محليًا للمنظمة الوطنية للمرأة في جامعة هيوستن. عادا إلى بيتسبرغ، حيث توفيت في 16 فبراير عام 2010.

## حياتها المبكرة
ولدت جو آن إيفانز في 19 أبريل عام 1925 في لاتروب، بنسيلفانيا. كان والداها يوجين وإليزابيث إيفانز، وابنة أختها باربرا إيفانز فليستشاور، ممثلة الولاية المستقبلية في فيرجينيا الغربية. نشأت في حي هيزلوود في بيتسبرغ، بنسيلفانيا. عندما كانت طفلة، أرادت أن تصبح طبيبة لكنها ثُنيت عن هذه المهنة التي يهيمن عليها الذكور. غادرت بيتسبرغ خلال الحرب العالمية الثانية للانتقال إلى ولاية كارولاينا الشمالية، حيث قادت شاحنات للجيش الثاني. في عام 1945، عادت إلى مسقط رأسها وعملت في مجال البحث لصالح شركة يونيون كاربيد في معهد ميلون للأبحاث الصناعية، وهي الوظيفة التي سمحت لها بالدراسة في جامعة بيتسبرغ. تخرجت عام 1950 بدرجة البكالوريوس في علم النفس. في نفس العام، تزوجت جيرالد غاردنر، الذي كان عالمًا في الرياضيات والجيوفيزياء. في البداية، أرادت ربط اسمها باسم زوجها، ولكن نظرًا لوجود مشاكل في أجهزة الكمبيوتر لا تسمح بربط الأسماء، اختارت بدلًا من ذلك دمج اسميهما. بعد فترة وجيزة من زواجهما، أمضى الزوجان خمس سنوات في دبلن، أيرلندا، حيث قاومت إيفانزغاردنر أن تؤدي دور ربة المنزل.

## مهنتها الأكاديمية
حصلت إيفانزغاردنر على درجة الدكتوراه في علم النفس التجريبي من جامعة بيتسبرغ في عام 1965، إذ أشرف ألان إي. فيشر على أطروحتها في علم النفس الفسيولوجي، بعنوان تحريض سلوك التزاوج في صغار الديك الصخري الأبيض. درست في جامعة كارنيغي ميلون من عام 1964 حتى عام 1966، بالإضافة إلى إعطاء محاضرات في عدة جامعات أخرى. واجهت التحيز الجنسي في أثناء وجودها في الأوساط الأكاديمية، إذ كتبت مقالًا غير منشور عام 1971 عن تجربتها. كانت تنتقد مهنة علم النفس في أغلب الأحيان. شعرت بالإحباط بسبب تشخيص النساء باضطرابات عقلية إذا أعربن عن الغضب أو الاكتئاب بسبب تلقي معاملة غير عادلة نتيجة لجنسهن. انتقدت أيضًا ممارسة استخدام الفئران الذكور فقط في التجارب، وهو مصدر قلق أُثبت لاحقًا من خلال الدراسات التي أظهرت أن البحث الطبي على الذكور كان غالبًا أقل قابلية للتطبيق على المرضى الإناث.
خلال فترة عملها في المهنة، شاركت قلة من النساء في المؤتمرات الأكاديمية. كانت هناك اثنتا عشرة امرأة فقط عملن في رئاسة الندوات أو ألقين خطابات في الاجتماع السنوي لعام 1965 لجمعية علم النفس الأمريكية، من أصل 1700 متحدث إجمالًا. بعد أربع سنوات، كانت إيفانزغاردنر واحدة من تسع عشرة امرأة بارزة في الاجتماع السنوي، إذ تحدت الوضع الراهن آنذاك من خلال تقديم مقالة بعنوان «ما هو الدور الذي يمكن أن تؤديه العلوم السلوكية لتعديل الوضع العالمي بحيث لا يُنظر إلى النساء الراغبات في المشاركة بشكل هادف على أنهن منحرفات وأنهن لسكن كذلك في الواقع؟». في عام 1969، أسست إيفانزغاردنر جمعية النساء في علم النفس مع خمسة وثلاثين أخصائية نفسية أخرى وتولت منصب أول رئيسة مرحلية. قدمت المنظمة الناشئة التماسًا إلى جمعية علم النفس الأمريكية لتشكيل فرقة عمل معنية بوضع المرأة في علم النفس، ونتيجةً لذلك، تضمن المؤتمر السنوي التالي إحدى عشر ندوة حول موضوع النساء في علم نفس. حصلت إيفانزغاردنر على جائزة النشر المتميزة لمساهماتها في التحرير والنشر من جمعية النساء في علم النفس في عام 1977. شاركت أيضًا في تأسيس لجنة جامعة بيتسبرغ لحقوق المرأة، بالتعاون مع مع إينا برادن.

## نشاطها الاجتماعي
كانت إيفانزغاردنر نشطة في حركة الحقوق المدنية، وانضمت إلى الجمعية الوطنية للنهوض بالملونين مع زوجها في عام 1963. كان الزوجان نشطين طوال سبعينيات وثمانينيات القرن العشرين مع الاتحاد الأمريكي للحريات المدنية والسنة الدولية للمرأة والمؤتمر الوطني للمرأة 1977 وجماعات الحقوق الإنجابية. انضما إلى المنظمة الوطنية للمرأة في عام 1968. انضمت إيفانزغاردنر إلى المجموعة بتوظيف من زميلتها في قسم علم النفس بجامعة ولاية بنسيلفانيا، ويلما سكوت هايدي، وأصبحت مشهورة بإشراك نساء أخريات في الحركة. كان لها الفضل في إقناع إلينور سميل، التي أصبحت فيما بعد رئيسة المنظمة الوطنية للمرأة ومؤسسة الأغلبية النسوية، للانضمام إلى الحركة النسائية.
حياتها اللاحقة
في وقت لاحق من حياتها، انخرطت إيفانزغاردنر في النشاط البيئي. بعد تقاعدها، عادت مع غاردنر إلى هيزلوود، حيث بنيا منزلًا للطاقة الحرارية الجوفية. منع الزوجان رئيس بلدية بيتسبرغ من بناء مصنع فحم الكوك في منطقتهما، والذي كان من الممكن أن يكون مصدرًا شديدًا للتلوث. تم تكريمها في معرض بعنوان «الأختية: الحركة النسائية في بيتسبرغ» في مركز بيتسبرغ للفنون في يناير عام 2009. في نهاية حياتها، عانت إيفانزغاردنر من داء السكري وأمراض القلب ومرض الزهايمر. توفي زوجها في 25 يوليو عام 2009، وتوفيت بعد سبعة أشهر في 16 فبراير عام 2010، في مشفى فوربس هوسبيس في بيتسبرغ.